# 八戸学院野辺地西高等学校
八戸学院野辺地西高等学校（はちのへがくいんのへじにしこうとうがっこう）は、青森県上北郡野辺地町枇杷野に所在するカトリック系の私立高等学校である。

## 概要
国家プロジェクトとして推進された青森県のむつ小川原開発に携わる人材育成のため、学校法人光星学院が1973年に設置。機械科・電気科・建築科を設置する工業高校として開校、翌年から普通科や保育科等を設置し、総合高校となった。現在は学科再編により総合学科のみとなっている。
校名は光星学院野辺地工業高等学校として開校したが、1997年（平成9年）総合学科設置の際光星学院野辺地西高等学校に改名、その後2013年（平成25年）に現名称に改まった。
野辺地西高校に隣接し、光星学院野辺地工学専門学校を設置していたが2008年3月廃校となった。自動車工学科と情報会計学科が設置されていた。
系列の八戸学院光星高等学校同様、通学用のスクールバスが津軽地方や下北半島など各地から運行されている。
- 愛称

同一市町村に青森県立野辺地高等学校があるが、光星学院野辺地工業高等学校はこれと区別して「のっぺ」と呼ばれる（県立野辺地高校は「のこう」と呼ばれる）。
高校野球のトーナメント表など新聞に野辺地高校と光星学院野辺地工業高等学校が併記されるとき、便宜上、野辺地高校は「野辺地」、光星学院野辺地工業高等学校は「野辺工」と記載されるため、「野辺工」を「のへじこうぎょう」ではなく、転じて「のっぺこう」略して「のっぺ」と呼ばれた。現在は八戸学院野辺地西高等学校に名称変更がなされたが、「のっぺ」の愛称で親しまれている。

## 沿革
- 1972年（昭和47年） - 光星学院野辺地工業高等学校設置が認可される。
- 1973年（昭和48年） - 光星学院野辺地工業高等学校として創立。機械科、電気科、建築科を設置する。
- 1974年（昭和49年） - 普通科を増設する。
- 1976年（昭和51年） - 保育科を増設する。
- 1977年（昭和52年） - 自動車科を増設する。
- 1991年（平成3年） - 情報科を増設する。
- 1997年（平成9年） - 光星学院野辺地西高等学校に校名を変更。総合学科が開設される。これと同時に、機械科、電気科、建築科、自動車科、情報科、保育科の募集を停止する。
- 2000年（平成12年） - 機械科、電気科、建築科、自動車科、情報科、保育科が廃止される。
- 2005年（平成17年） - 総合学科が人間福祉系列、教養進学系列、産業技術系列の3コースに改編される。普通科の募集を停止する。
- 2008年（平成20年） - 普通科が廃止される。
- 2013年（平成25年） - 八戸学院野辺地西高等学校に校名が変更される。

## 設置コース
- 総合学科
  - 人間福祉系列
  - 教養進学系列
  - 産業技術系列

## 部活動
※2025年度時点。スポーツに力を注いでいる。
- 硬式野球部
- 空手道部
- バドミントン部
- サッカー部
  - 2025年のインターハイ青森県予選決勝でで青森山田をPK戦で下して初優勝。青森山田の県内公式戦の連勝を418でストップした[2][3][4]。
- 祇園囃子・山車制作部
- 生徒会・ボランティア部
- スキルアップクラブ

## 主な卒業生
- 阿部稜（元ヴァンラーレ八戸選手）
- 小林大誠（元プロ野球選手）
- 中道佑哉（元プロ野球選手）
- 松山晋也（プロ野球選手）